# Hildemannia
Hildemannia es un género de foraminífero bentónico de la subfamilia Epistomariinae, de la familia Epistomariidae, de la superfamilia Asterigerinoidea, del suborden Rotaliina y del orden Rotaliida. Su especie tipo es Hildemannia bubnanensis. Su rango cronoestratigráfico abarca el Holoceno.

## Clasificación
Hildemannia incluye a las siguientes especies:
- Hildemannia basilanensis
- Hildemannia bubnanensis

Otra especie considerada en Hildemannia es:
- Hildemannia pilasensis, de posición genérica incierta